# Alemania Occidental en los Juegos Olímpicos de Sapporo 1972
Alemania Occidental estuvo representada en los Juegos Olímpicos de Sapporo 1972 por un total de 78 deportistas que compitieron en 10 deportes.  
El portador de la bandera en la ceremonia de apertura fue el esquiador de fondo Walter Demel.

## Medallistas
El equipo olímpico alemán obtuvo las siguientes medallas:
| Nombre                                                                   | Deporte               | Competición |
| ------------------------------------------------------------------------ | --------------------- | ----------- |
| Oro                                                                      |                       |             |
| Wolfgang Zimmerer Peter Utzschneider                                     | Bobsleigh             | Doble M     |
| Erhard Keller                                                            | Patinaje de velocidad | 500 m M     |
| Monika Pflug                                                             | Patinaje de velocidad | 1000 m F    |
| Plata                                                                    |                       |             |
| Horst Floth Pepi Bader                                                   | Bobsleigh             | Doble M     |
| Bronce                                                                   |                       |             |
| Wolfgang Zimmerer Stefan Gaisreiter Walter Steinbauer Peter Utzschneider | Bobsleigh             | Cuádruple M |